# Trypanisma fagella
Trypanisma fagella är en fjärilsart som beskrevs av August Busck 1903. Trypanisma fagella ingår i släktet Trypanisma och familjen stävmalar. Inga underarter finns listade i Catalogue of Life.